# Bin (Xianyang)
Bin (彬县,  Bīn Xiàn) ist ein Kreis der bezirksfreien Stadt Xianyang der Provinz Shaanxi in der Volksrepublik China. 
Die Dafosi-Grotten (Dafo si shiku 大佛寺石窟) und die Kaiyuan-Pagode im Kreis Bin (Bin xian Kaiyuan sita 彬县开元寺塔) stehen seit 1988 bzw. 2001 auf der Liste der Denkmäler der Volksrepublik China.